# Hearts and Masks
Hearts and Masks è un film muto del 1921 diretto da William A. Seiter.

## Produzione
Il film fu prodotto dalla Federated Productions.

## Distribuzione
Distribuito dalla Film Booking Offices of America (FBO), il film uscì in sala il 1º luglio 1921.